# Gobierno Kristersson
El gobierno de Kristersson es el gobierno de Suecia desde el 18 de octubre de 2022, formado por el primer ministro Ulf Kristersson (M). El gobierno es un gobierno minoritario formado por el Partido Moderado, los Demócratas Cristianos y los Liberales, con el apoyo parlamentario de los Demócratas de Suecia. Ulf Kristersson fue elegido primer ministro de Suecia por mayoría del Riksdag después de que los cuatro partidos cerraran acuerdos políticos, que se establecieron en el Acuerdo de Tidö. El gobierno sucedió al gobierno de Andersson encabezado por la ex primera ministra Magdalena Andersson (S).

## Fondo
El 14 de septiembre de 2022, se contaron todos los votos en las elecciones parlamentarias y el resultado llevó a la primera ministra Magdalena Andersson a solicitar formalmente su destitución como primera ministra al día siguiente.
La base del gobierno está formada por el Partido Moderado (con 68 escaños), los Demócratas Cristianos (19 escaños) y los Liberales (16 escaños) en el gobierno con el apoyo de los demócratas suecos (73 escaños) fuera del gobierno. Tiene su base en el Acuerdo de Tidö, un acuerdo político cuatripartito hecho público el 14 de octubre de 2022.
Aunque los Demócratas de Suecia eran el partido más grande en el acuerdo, no formaban parte del gobierno. El trasfondo era que los partidos gobernantes habían prometido a sus votantes que no permitirían que los Demócratas de Suecia obtuvieran ministerios en el gobierno, pero que negociarían con ellos de todos modos. El acuerdo significa que los Demócratas de Suecia obtuvieron muchas de sus promesas electorales y cuestiones sustantivas en el Acuerdo de Tidö, y que los Demócratas de Suecia tienen nueve funcionarios en la oficina de coordinación del gobierno, descritos en el debate como la fuerza negociadora de los Demócratas de Suecia, función de control u oficina de preparación. El jefe de los funcionarios del SD es Gustav Gellerbrant.

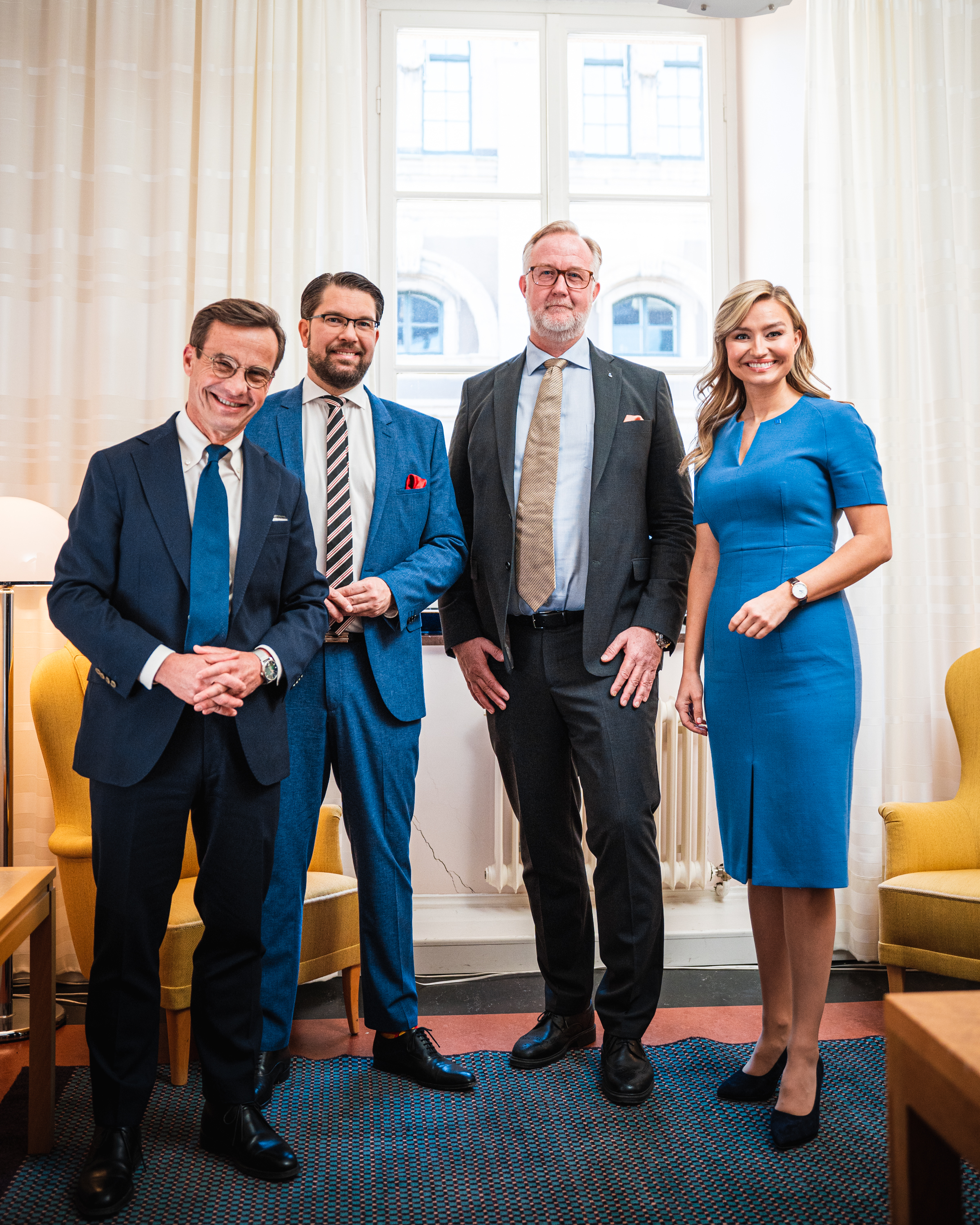
Los líderes del partido Ulf Kristersson, Jimmie Åkesson, Johan Pehrson y Ebba Busch se reunieron antes de la rueda de prensa en la que se presentó el Acuerdo Tidö.

Los tres partidos gobernantes tienen 103 escaños y por lo tanto son un gobierno minoritario. Sin embargo, junto con el partido de apoyo, la fundación gubernamental tenía una mayoría del Riksdag de 176 escaños al comienzo del período del mandato, es decir, una ventaja de tres escaños sobre la oposición. El parlamentarismo negativo se aplica a la revisión de propuestas para primer ministro, lo que significa que una propuesta se aprueba si no más de la mitad de los miembros del Riksdag (al menos 175 porque el Riksdag tiene 349 miembros) vota en contra de la propuesta (no vota en contra con mayoría absoluta).
En mayo de 2023, la demócrata sueca Elsa Widding abandonó su partido, pero permaneció en el parlamento como independiente. Esto significó que la mayoría del gobierno y el partido de apoyo en la cámara disminuyeron en 1 escaño. Sin embargo, la líder del grupo de los Demócratas de Suecia, Linda Lindberg, declaró que Widding 'tiene la intención de votar en línea con el partido en las próximas votaciones importantes'.

## Adhesión
La votación del primer ministro se llevó a cabo el lunes 17 de octubre de 2022 con los votos 176 a favor y 173 en contra. Ulf Kristersson leyó la declaración de su gobierno en el Riksdag el 18 de octubre de 2022 y el mismo día se celebró un consejo testamentario presidido por el rey Carlos XVI Gustavo y en el que participaron el primer ministro, los demás ministros, la princesa heredera Victoria y el presidente de la Participó el Riksdag Andreas Norlén. Tuvo lugar en la sala del consejo del Palacio Real.

## Composición del gobierno
| Partido               | Primer ministro | N.º. de Ministros | Total | Posición                | Ideología Principal     | Líder           |
| --------------------- | --------------- | ----------------- | ----- | ----------------------- | ----------------------- | --------------- |
| Partido Moderado      | 1               | 11                | 12    | Centroderecha           | Conservadurismo liberal | Ulf Kristersson |
| Demócratas Cristianos | -               | 6                 | 6     | Centroderecha a derecha | Democracia cristiana    | Ebba Busch Thor |
| Liberales             | -               | 5                 | 5     | Centroderecha           | Liberalismo             | Johan Pehrson   |
| Total                 | 1               | 22                | 23    |                         |                         |                 |

## Apoyo parlamentario
Con base en las explicaciones de voto expresadas por los grupos parlamentarios en la moción de confianza de octubre de 2022, el apoyo parlamentario al gobierno se puede resumir de la siguiente manera:
| Cámara  | Candidato       | Fecha                                                      | Voto | link =Partido Moderado (Suecia) | link =Partido Moderado (Suecia) | link =Partido Moderado (Suecia) | link =Partido de la Izquierda | link =Partido del Centro (Suecia) | link =Partido del Centro (Suecia) | link =Partido del Centro (Suecia) | link =Liberales (Suecia) | Votos   |
| ------- | --------------- | ---------------------------------------------------------- | ---- | ------------------------------- | ------------------------------- | ------------------------------- | ----------------------------- | --------------------------------- | --------------------------------- | --------------------------------- | ------------------------ | ------- |
| Riksdag | Ulf Kristersson | 18 de octubre de 2022 Mayoría absoluta requerida (175/349) | Sí   |                                 | 73                              | 68                              |                               |                                   | 19                                |                                   | 16                       | 176/349 |
| Riksdag | Ulf Kristersson | 18 de octubre de 2022 Mayoría absoluta requerida (175/349) | No   | 107                             |                                 |                                 | 24                            | 24                                |                                   | 18                                |                          | 173/349 |
| Riksdag | Ulf Kristersson | 18 de octubre de 2022 Mayoría absoluta requerida (175/349) | Abs. |                                 |                                 |                                 |                               |                                   |                                   |                                   |                          | 0/349   |

## Gabinete Ministerial

Bloques ideológicos de Suecia por escaños.

Partido Moderado     Demócratas Cristianos     Liberales

### Primer ministro del Reino de Suecia
| Fotografía | Primer ministro | Período               | Período     | Partido | Partido | Ref    |
| Fotografía | Primer ministro | Inicio                | Fin         | Partido | Partido | Ref    |
| ---------- | --------------- | --------------------- | ----------- | ------- | ------- | ------ |
|            | Ulf Kristersson | 18 de octubre de 2022 | En el cargo |         |         | [ 11 ] |

### Vice primera ministra del Reino de Suecia
| Fotografía | Vice primer ministro | Período               | Período     | Partido | Partido | Ref    |
| Fotografía | Vice primer ministro | Inicio                | Fin         | Partido | Partido | Ref    |
| ---------- | -------------------- | --------------------- | ----------- | ------- | ------- | ------ |
|            | Ebba Busch           | 18 de octubre de 2022 | En el cargo |         |         | [ 11 ] |

### Departamentos
En Suecia, un departamento es parte de la Oficina Gubernamental, que además de los ministerios también incluye el Comité del Gabinete y el departamento administrativo de la Oficina Gubernamental. Como símil podría decirse que actúan como Ministerios Coordinadores
| Departamentos                       | Fotografía | Titular              | Período                  | Período                  | Partido | Partido | Ref    |
| Departamentos                       | Fotografía | Titular              | Inicio                   | Fin                      | Partido | Partido | Ref    |
| ----------------------------------- | ---------- | -------------------- | ------------------------ | ------------------------ | ------- | ------- | ------ |
| Asuntos Rurales e Infraestructura   |            | Peter Kullgren       | 18 de octubre de 2022    | En el cargo              |         |         | [ 11 ] |
| Clima y Negocios                    |            | Ebba Busch           | 18 de octubre de 2022    | En el cargo              |         |         | [ 11 ] |
| Cultura                             |            | Parisa Liljestrand   | 18 de octubre de 2022    | En el cargo              |         |         | [ 11 ] |
| Justicia                            |            | Gunnar Strömmer      | 18 de octubre de 2022    | En el cargo              |         |         | [ 11 ] |
| Defensa                             |            | Pål Jonson           | 18 de octubre de 2022    | En el cargo              |         |         | [ 11 ] |
| Educación                           |            | Mats Persson         | 18 de octubre de 2022    | 10 de septiembre de 2024 |         |         | [ 11 ] |
| Educación                           |            | Johan Pehrson        | 10 de septiembre de 2024 | 28 de junio de 2025      |         |         |        |
| Educación                           |            | Simona Mohamsson     | 28 de junio de 2025      | En el cargo              |         |         |        |
| Finanzas                            |            | Elisabeth Svantesson | 18 de octubre de 2022    | En el cargo              |         |         | [ 11 ] |
| Relaciones Exteriores y Cooperación |            | Tobias Billström     | 18 de octubre de 2022    | En el cargo              |         |         | [ 11 ] |
| Salud y Asuntos Sociales            |            | Jakob Forssmed       | 18 de octubre de 2022    | En el cargo              |         |         | [ 11 ] |
| Trabajo                             |            | Johan Pehrson        | 18 de octubre de 2022    | 10 de septiembre de 2024 |         |         | [ 11 ] |
| Trabajo                             |            | Mats Persson         | 10 de septiembre de 2024 | En el cargo              |         |         | [ 11 ] |
| Trabajo                             |            | Johan Britz          | 28 de junio de 2025      | En el cargo              |         |         |        |

### Ministerios
| Ministerio                                                      | Fotografía | Titular                     | Período                  | Período                  | Partido | Partido | Ref    |
| Ministerio                                                      | Fotografía | Titular                     | Inicio                   | Fin                      | Partido | Partido | Ref    |
| --------------------------------------------------------------- | ---------- | --------------------------- | ------------------------ | ------------------------ | ------- | ------- | ------ |
| Asuntos de la Función Pública                                   |            | Erik Slottner               | 18 de octubre de 2022    | En el cargo              |         |         | [ 11 ] |
| Asuntos Rurales                                                 |            | Peter Kullgren              | 18 de octubre de 2022    | En el cargo              |         |         | [ 11 ] |
| Asuntos Sociales                                                |            | Jakob Forssmed              | 18 de octubre de 2022    | En el cargo              |         |         | [ 11 ] |
| Asuntos de la Unión Europea y Cooperación Nórdica               |            | Jessika Roswall             | 18 de octubre de 2022    | 10 de septiembre de 2024 |         |         | [ 11 ] |
| Asuntos de la Unión Europea y Cooperación Nórdica               |            | Jessica Rosencrantz         | 10 de septiembre de 2024 | En el cargo              |         |         | [ 11 ] |
| Cooperación para el Desarrollo y Comercio Exterior              |            | Johan Forssell              | 18 de octubre de 2022    | 10 de septiembre de 2024 |         |         | [ 11 ] |
| Cooperación para el Desarrollo y Comercio Exterior              |            | Benjamin Dousa              | 10 de septiembre de 2024 | En el cargo              |         |         | [ 11 ] |
| Cultura                                                         |            | Parisa Liljestrand          | 18 de octubre de 2022    | En el cargo              |         |         | [ 11 ] |
| Defensa                                                         |            | Pål Jonson                  | 18 de octubre de 2022    | En el cargo              |         |         | [ 11 ] |
| Educación (2022-2025) Educación e Integración (2025-)           |            | Mats Persson                | 18 de octubre de 2022    | 10 de septiembre de 2024 |         |         | [ 11 ] |
| Educación (2022-2025) Educación e Integración (2025-)           |            | Johan Pehrson               | 10 de septiembre de 2024 | 28 de junio de 2025      |         |         |        |
| Educación (2022-2025) Educación e Integración (2025-)           |            | Simona Mohamsson            | 28 de junio de 2025      | En el cargo              |         |         |        |
| Energía y Asuntos Económicos                                    |            | Ebba Busch                  | 18 de octubre de 2022    | En el cargo              |         |         |        |
| Escuelas (2022-2025) Educación Superior e Investigación (2025-) |            | Lotta Edholm                | 18 de octubre de 2022    | En el cargo              |         |         | [ 11 ] |
| Finanzas                                                        |            | Elisabeth Svantesson        | 18 de octubre de 2022    | En el cargo              |         |         | [ 11 ] |
| Igualdad de Género y Vida Laboral                               |            | Paulina Brandberg           | 18 de octubre de 2022    | 1 de abril de 2025       |         |         | [ 11 ] |
| Igualdad de Género y Vida Laboral                               |            | Nina Larsson                | 1 de abril de 2025       | En el cargo              |         |         | [ 12 ] |
| Infraestructura y Vivienda                                      |            | Andreas Carlson             | 18 de octubre de 2022    | En el cargo              |         |         | [ 11 ] |
| Justicia                                                        |            | Gunnar Strömmer             | 18 de octubre de 2022    | En el cargo              |         |         | [ 11 ] |
| Medio Ambiente y Cambio Climático                               |            | Romina Pourmokhtari         | 18 de octubre de 2022    | En el cargo              |         |         | [ 11 ] |
| Mercados Financieros                                            |            | Niklas Wykman               | 18 de octubre de 2022    | En el cargo              |         |         | [ 11 ] |
| Migración                                                       |            | Maria Malmer Stenergard     | 18 de octubre de 2022    | 10 de septiembre de 2024 |         |         | [ 11 ] |
| Migración                                                       |            | Johan Forssell              | 10 de septiembre de 2024 | En el cargo              |         |         |        |
| Protección Civil                                                |            | Carl-Oskar Bohlin           | 18 de octubre de 2022    | En el cargo              |         |         | [ 11 ] |
| Relaciones Exteriores                                           |            | Tobias Billström            | 18 de octubre de 2022    | En el cargo              |         |         | [ 11 ] |
| Salud                                                           |            | Acko Ankarberg Johansson    | 18 de octubre de 2022    | En el cargo              |         |         | [ 11 ] |
| Servicios Sociales                                              |            | Camilla Waltersson Grönvall | 18 de octubre de 2022    | En el cargo              |         |         | [ 11 ] |
| Tercera Edad y de la Seguridad Social                           |            | Anna Tenje                  | 18 de octubre de 2022    | En el cargo              |         |         | [ 11 ] |
| Trabajo e Integración (2022-2025) Trabajo (2025-)               |            | Johan Pehrson               | 18 de octubre de 2022    | 10 de septiembre de 2024 |         |         | [ 11 ] |
| Trabajo e Integración (2022-2025) Trabajo (2025-)               |            | Mats Persson                | 10 de septiembre de 2024 | 28 de junio de 2025      |         |         | [ 11 ] |
| Trabajo e Integración (2022-2025) Trabajo (2025-)               |            | Johan Britz                 | 28 de junio de 2025      | En el cargo              |         |         |        |

## Procedencia geográfica de los ministros

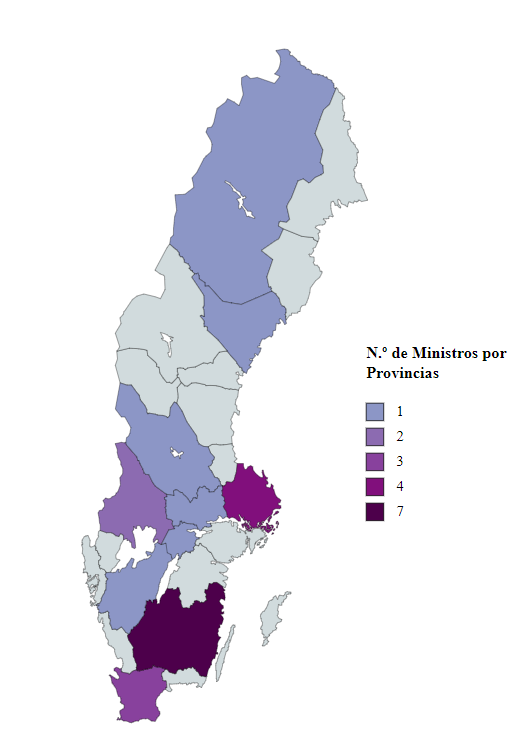
N.º de Ministros por Provincias

| Provincia      | Ministerio                                  | Nombre                      |
| -------------- | ------------------------------------------- | --------------------------- |
| Ångermanland   | Justicia                                    | Gunnar Strömmer             |
| Gästrikland    | -                                           | -                           |
| Hälsingland    | -                                           | -                           |
| Härjedalen     | -                                           | -                           |
| Jämtland       | -                                           | -                           |
| Laponia        | Finanzas                                    | Elisabeth Svantesson        |
| Medelpad       | -                                           | -                           |
| Norrbotten     | -                                           | -                           |
| Västerbotten   | -                                           | -                           |
| Dalecarlia     | Defensa Civil                               | Carl-Oskar Bohlin           |
| Närke          | Mercado Laboral e Integración               | Johan Pehrson               |
| Södermanland   | -                                           | -                           |
| Uppland        | Vice primera ministra, Negocios y Energía   | Ebba Busch                  |
| Uppland        | Unión Europea                               | Jessika Roswall             |
| Uppland        | Desarrollo, Cooperación y Comercio Exterior | Johan forssell              |
| Uppland        | Ambiente y Clima                            | Romina Pourmokhtari         |
| Värmland       | Defensa                                     | Pal Jonson                  |
| Värmland       | Asuntos Rurales                             | Peter Kullgren              |
| Västmanland    | Educación Superior                          | Lotta Edholm                |
| Blekinge       | -                                           | -                           |
| Bohuslän       | -                                           | -                           |
| Dalsland       | -                                           | -                           |
| Gotland        | -                                           | -                           |
| Halland        | -                                           | -                           |
| Öland          | -                                           | -                           |
| Östergötland   | -                                           | -                           |
| Escania        | Primer ministro                             | Ulf Kristersson             |
| Escania        | Migraciones                                 | María Malmer Stenergard     |
| Escania        | Relaciones Exteriores                       | Tobias Billstrom            |
| Escania        | Igualdad de Género                          | Paulina Brandberg           |
| Småland        | Asuntos Sociales                            | Jakob Forssmed              |
| Småland        | Salud                                       | Acko Ankarberg Johansson    |
| Småland        | Tercera Edad y Seguridad Social             | Anna Tenje                  |
| Småland        | Mercados Financieros                        | Niklas Wykman               |
| Småland        | Asuntos Civiles                             | Erik Slottner               |
| Småland        | Educación e Investigación                   | Mats Persson                |
| Småland        | Infraestructura y Vivienda                  | Andreas Carlson             |
| Västergötland  | Servicios Sociales                          | Camilla Waltersson Grönvall |
| En el exterior |                                             |                             |
| Irán           | Cultura                                     | Parisa Liljestrand          |